# مشرف (الدوادمي)
مشرف، هي قرية من فئة (ب) تقع في محافظة الدوادمي، والتابعة لمنطقة الرياض في السعودية. وتبعد مشرف عن محافظة الدوادمي بمسافة تقارب () كم.